# Tużurek

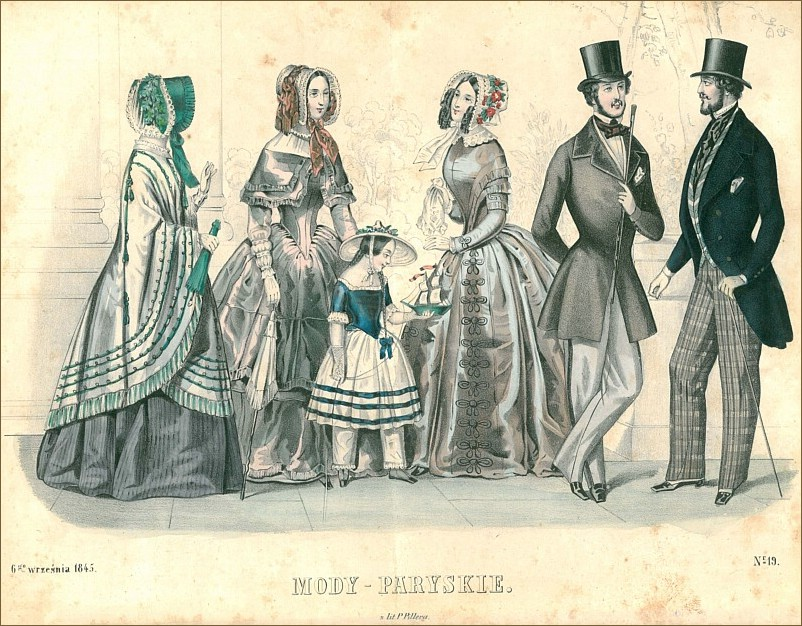
Tużurek – drugi od prawej

Tużurek (z fr.: tout jour, co znaczy: cały dzień), anglez – rodzaj okrycia męskiego podobnego do żakietu, o wyciętych i zaokrąglonych połach, z jednorzędowym zapięciem i wykładanym, często aksamitnym kołnierzem, kieszonką na lewej piersi oraz kieszeniami z patkami. Miał wąskie mankiety przy rękawach, zapinany był na pięć guzików. Kołnierz sięgał górnego guzika na piersiach. 
Ten noszony na co dzień rodzaj surduta pojawił się w męskiej garderobie w latach 40. XIX wieku, w tzw. okresie biedermeieru. Widywany był jeszcze na początku XX wieku, jednak w latach 30. uważany był już za ubiór staroświecki.
Tużurek był noszony ze spodniami oraz kamizelką z tej samej tkaniny  – najczęściej wełny, a także z filcowym melonikiem.
Czarny kolor tużurka był tradycyjnie zarezerwowany dla lekarzy udających się z wizytą do chorych.
Był on ulubionym ubiorem Stanisława Wyspiańskiego.